# Stazione di Herisau
La stazione di Herisau (in tedesco Bahnhof Herisau) è la principale stazione ferroviaria a servizio dell'omonima città svizzera, sulle linee Gossau-Appenzello e Lago di Costanza-Toggenburgo. È gestita dalle Appenzeller Bahnen. È uno dei quattro capoluoghi di cantoni svizzeri a non essere mai stato servito direttamente dalle FFS.

## Storia
Inaugurata nel 1875, la linea ferroviaria Winkeln-Herisau della Appenzeller Bahn (AB) saliva uniformemente da Winkeln, quartiere di San Gallo, all'altro capolinea, che si trovava circa 10 metri più in alto dell'attuale stazione di Herisau. Oltre a un binario di incrocio, vi si trovavano anche il deposito e le officine. Dalla cosiddetta "Wechselbahnhof", un binario conduceva in un taglio alla stazione terminale di Herisau, che terminava nel centro del paese. Per il viaggio successivo, i treni venivano spinti indietro fino alla stazione di diramazione, da dove proseguivano verso Appenzello dopo un regresso ferroviario.

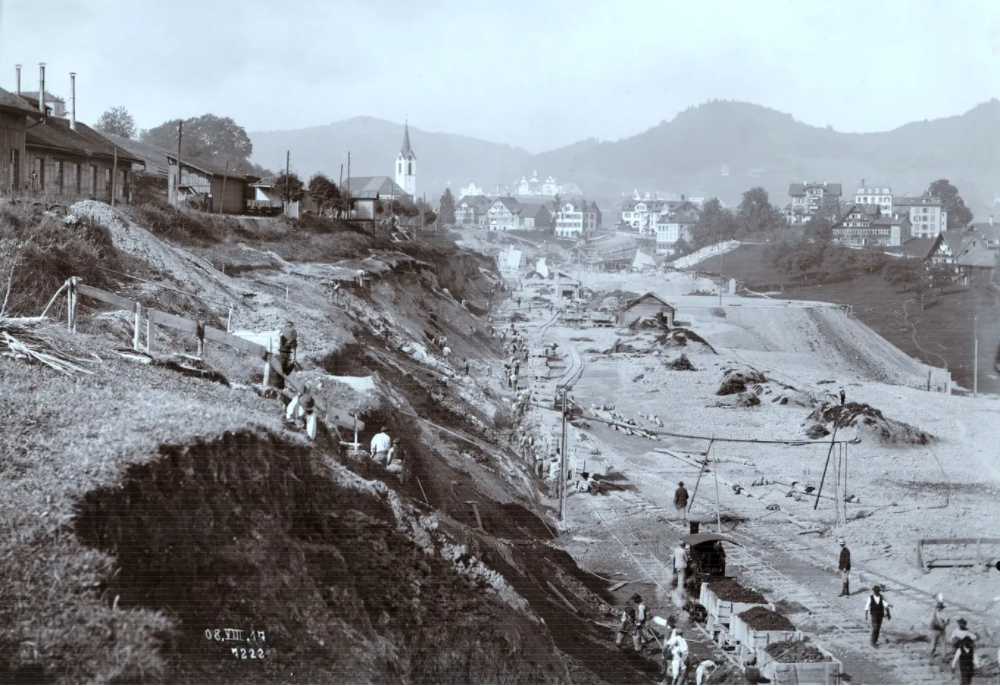
Il cantiere per la stazione, esistito tra il 1907 e il 1910, uno dei più grandi esistiti nel canton Appenzello.

Quando nel 1904 fu costruita la Bodensee-Toggenburg-Bahn (BT), nacque un'aspra disputa con la Appenzeller Bahn per la stazione di Herisau. Per risparmiare metri in altezza, la BT voleva costruire la stazione molto più in basso rispetto alla diramazione già esistente. Il comune di Herisau chiese inizialmente un'altezza minima di 750 metri sul livello del mare, che avrebbe creato un dislivello di 12 metri tra la stazione BT e quella AB. Il consiglio comunale si convinse dei vantaggi di una stazione più bassa a condizione che entrambe le parti della stazione fossero alla stessa altitudine. Alla fine si raggiunse un accordo su 745,3 metri sul livello del mare. Il comune chiese anche un fabbricato viaggiatori comune e che le due società ferroviarie si accordassero sulla ripartizione dei costi.
Dopo dure trattative, alla fine del 1905 fu raggiunto un accordo che regolava la distribuzione dei costi e della proprietà tra le due ferrovie e il comune. Le tensioni tra le due amministrazioni ferroviarie continuarono e la BT si appellò al Tribunale federale svizzero nel 1911. Con il supporto di una commissione specializzata, nel 1916 fu firmato un contratto che regolava tutti i dettagli dell'uso congiunto delle singole parti della stazione.
La costruzione della stazione ferroviaria congiunta durò dal 1907 al 1910 e richiese un'ampia opera di scavo e riempimento. In totale furono movimentati 335.000 metri cubi di materiale. La formazione raggiunse i 1100 metri di lunghezza e i 100 metri di larghezza. Furono impiegati 1000 operai italiani, supportati dal 1909 da un escavatore a vapore da 50 tonnellate. Poiché la sezione della stazione ferroviaria a scartamento normale si trovava nell'area riempita, l'edificio e il tetto della piattaforma poggiano su pali infissi nel terreno naturale. Per mantenere la ferrovia lungo il pendio, servirono binari temporanei. Come tutte le stazioni BT, la sezione a scartamento normale della stazione di Herisau era dotata di una cabina di segnalazione a leva basata sul sistema Bruchsal. Un sistema a campana segnalava i treni provenienti da Haggen-Bruggen e Schachen (BT). La demolizione della vecchia stazione ferroviaria rese possibile la creazione dell'attuale via denominata Bahnhofstrasse. Ciò richiese ulteriori modifiche al terreno.

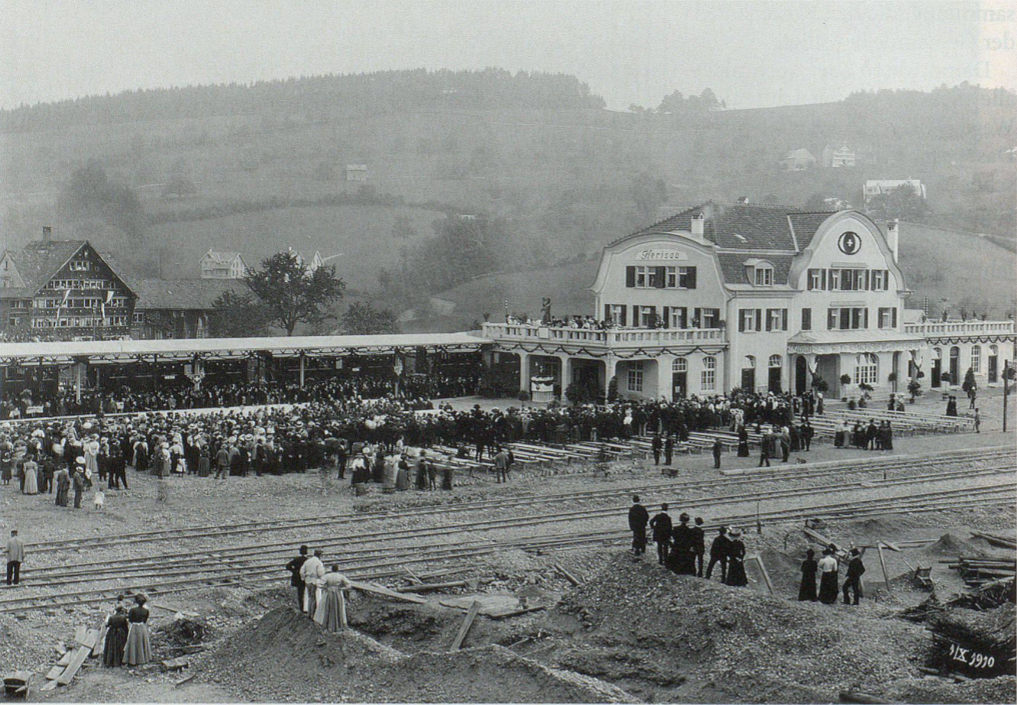
La folla accoglie il treno inaugurale, 1º ottobre 1910.

Il 1º ottobre 1910 l'impianto fu inaugurato con una grande festa, ma solo nella primavera del 1911 la Appenzeller Bahn (AB) poté mettere in funzione la nuova stazione a scartamento ridotto con binario coperto. L'AB perse l'accesso al villaggio, comprese le stazioni di diramazione e di capolinea, e la sua nuova stazione fu declassata a stazione di diramazione. Tuttavia, l'AB dovette pagare solo contributi relativamente modesti per l'uso della stazione ferroviaria comune costruita dalla BT. Il 1º ottobre 1913, l'AB poté mettere in funzione la sua nuova linea per Gossau SG al posto di quella per Winkeln, consentendo il collegamento con Zurigo tramite la ferrovia San Gallo-Winterthur.
Le FFS gestivano la Bodensee-Toggenburg-Bahn (BT) fin dalla sua apertura. Per risparmiare sui costi, il 1º maggio 1917 la BT passò all'esercizio autonomo. A tal fine, la BT aveva bisogno di un deposito e di un'officina propri, che furono rapidamente costruiti a Herisau. L'officina che entrò in funzione nel 1918 fu ampliata nel 1952-1953, mentre il deposito e l'officina furono ingranditi nel 1967-1968. Il capannone a cinque binari raggiungeva una lunghezza di 100 metri.
All'inizio degli anni 1930, la stazione di Herisau era coperta dalla linea aerea. Il 4 ottobre 1931 la BT iniziò il servizio elettrico sulla sua linea, seguita dalla AB il 23 aprile 1933. Il fabbricato viaggiatori fu ristrutturato più volte, perdendo lo stile architettonico originale. Nel 1932 furono aggiunti due piani sopra il buffet della stazione.

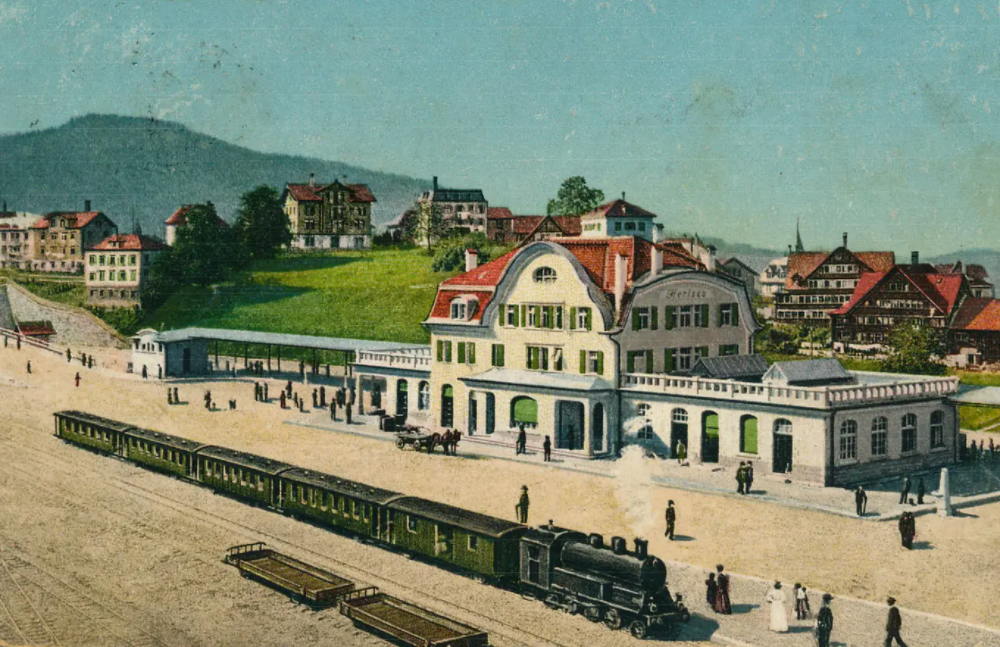
Raffigurazione contemporanea della stazione nel 1910 con un treno AB.

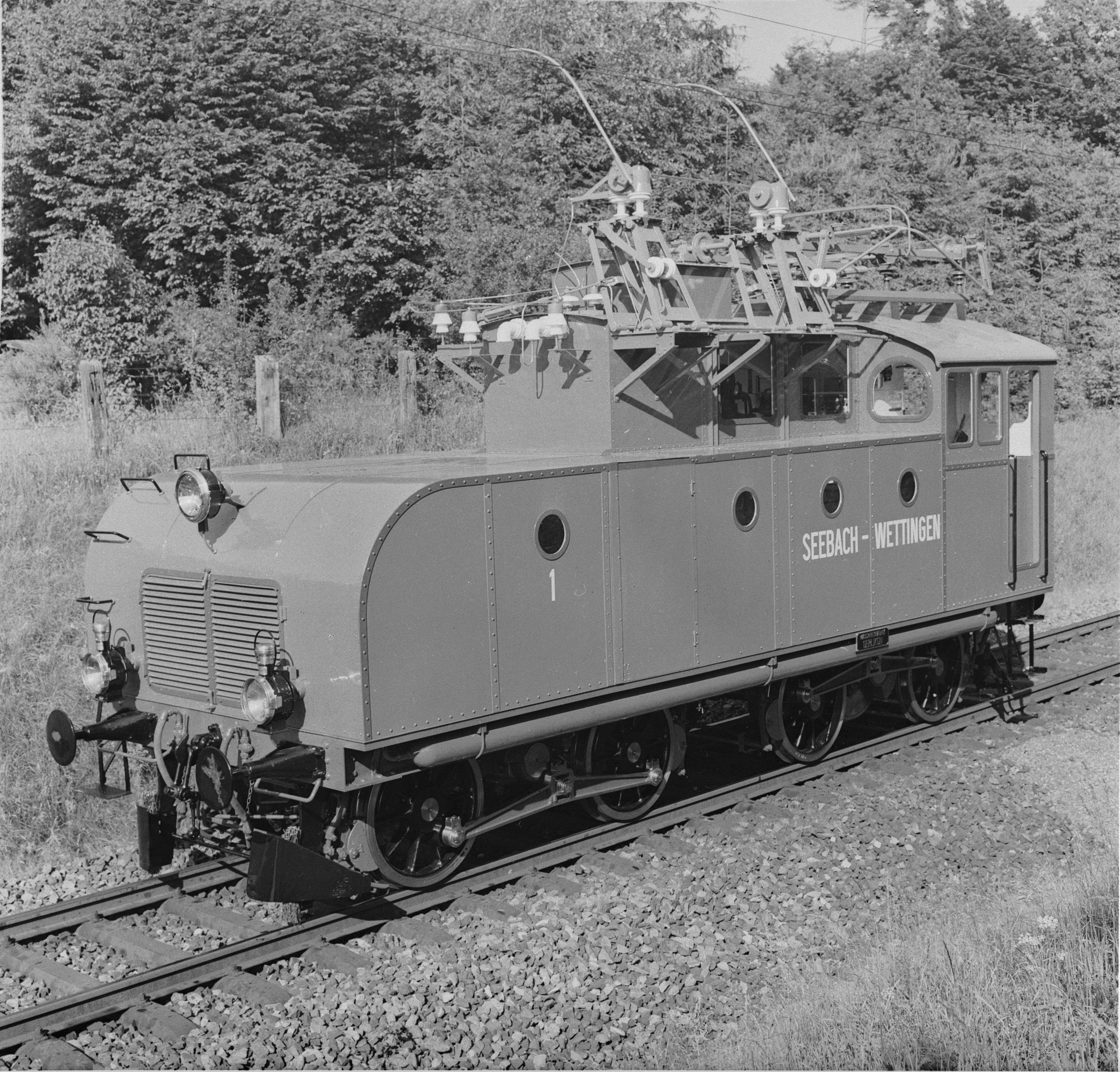
Dal 1944 al 1958, la BT utilizzò la locomotiva Ce 4/4 per le operazioni di manovra a Herisau. È considerata la prima locomotiva utilizzabile i cui motori erano azionati direttamente con corrente alternata monofase e per questo era chiamata Eva.

Tra il 1973 e il 1977, la stazione ferroviaria subì un ampio rinnovamento. Ricevette un nuovo sistema di sicurezza con radio di manovra, una cabina di segnalazione elettrica e una ristrutturazione degli interni. Dal 1976, le cabine di segnalazione da San Gallo-Haggen (quartiere di San Gallo) a Brunnadern-Neckertal e da Gossau a Gonten possono essere controllate a distanza da Herisau. Nel 1975, la BT mise in funzione un binario centrale coperto nella sezione a scartamento normale della stazione, raggiungibile tramite un nuovo sottopassaggio. Sopra il tetto del binario occidentale venne costruito un parcheggio per 60 auto, con spazio per un edificio multifunzionale sottostante. La fermata per gli autobus locali divenne coperta.
Nel 1996-1997 furono aggiunti un secondo piano e un ascensore per raggiungere il parcheggio di interscambio, già esistente e situato sopra il tetto della piattaforma occidentale. Nel 1998, anche la banchina mediana della BT venne dotata di un ascensore accessibile alle sedie a rotelle.
Nel 2004, Schweizerische Südostbahn (SOB) aprì un centro di telecontrollo a Herisau, dal quale tutte le stazioni SOB tra Romanshorn e Wattwil e la linea Gossau-Appenzello della AB sono servite da Iltis (sistema di controllo e informazione sviluppato da Siemens che consente il funzionamento ampiamente automatizzato di una ferrovia). Anche il centro di telecontrollo della rete meridionale SOB a Samstagern, costruito tra il 2005 e il 2007, è controllato da Herisau.
Per decenni, AB e BT/SOB hanno gestito depositi e officine a Herisau - AB dalla sua apertura nel 1875, BT dall'inizio della sua attività. Nel 2016, AB annunciò di voler abbandonare l'officina di Herisau e di voler concentrare la manutenzione dei veicoli per la linea Gossau-Wasserauen e per il collegamento interurbano in una nuova officina a Schwende, vicino ad Appenzello. La costruzione di una nuova officina a Herisau sarebbe stata troppo costosa, causa delle difficoltà nello stabilirvi un cantiere.
Nel 2020, gli elettori di Herisau approvarono un prestito per la ristrutturazione dell'area della stazione. Lo spostamento dei binari AB creerà spazio sufficiente per una nuova piazza della stazione. L'Appenzeller Bahnen ha avviato l'installazione di una nuova segnaletica. Il deposito AB è stato demolito nel 2020 e il binario centrale di Appenzeller Bahnen sarà ampliato. SOB vuole adattare le sue piattaforme ai treni più lunghi a partire dall'inizio del 2022. AB e RegioBus utilizzeranno congiuntamente un nuovo edificio per le operazioni e l'amministrazione, che sarà situato nell'attuale deposito degli autobus presso la stazione ferroviaria. Si stima che i lavori saranno completati nel 2028.

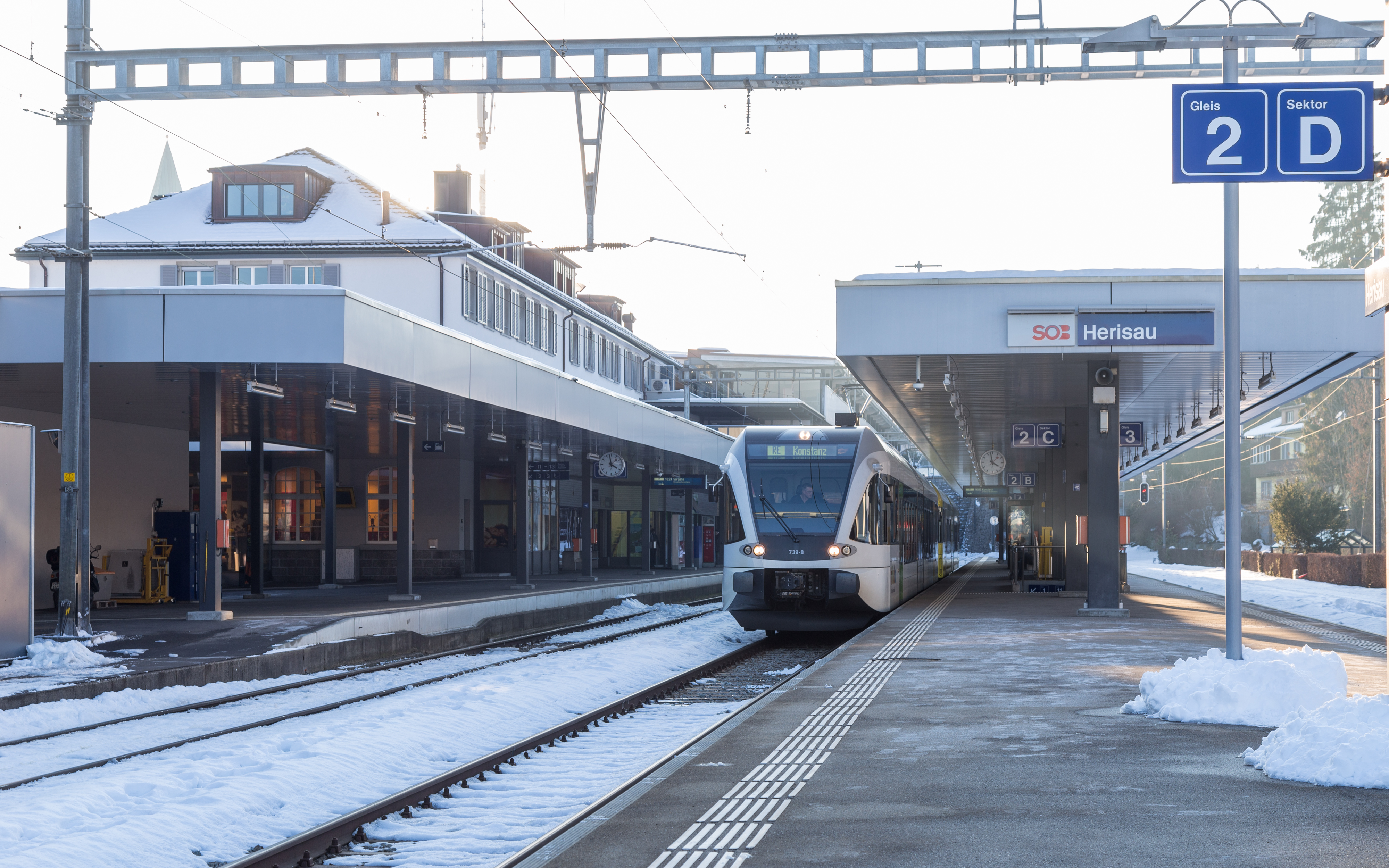
Il binario 2 della stazione nel 2019, con un treno GTW di Thurbo.

## Strutture e impianti
La stazione dispone di 6 binari dotati di marciapiede per il servizio viaggiatori, 3 utilizzati da Schweizerische Südostbahn e 3 da Appenzeller Bahnen. La stazione è dotata di un fabbricato viaggiatori, due banchine ad isola ed una banchina laterale.

## Movimento
La stazione è servita da treni a cadenza oraria InterRegio denominati Voralpen Express sulla relazione Lucerna - San Gallo, treni a cadenza oraria RegioExpress sulla relazione Herisau - Costanza (linea RE1), treni a cadenza semioraria sulla relazione Wattwil - Altstätten via San Gallo e a cadenza oraria per Rapperswil, Sargans e Nesslau - Neu St. Johann (linee S2 e S4 della rete celere di San Gallo), treni a cadenza semioraria sulla relazione Gossau SG - Wasserauen (linea S23 della rete celere di San Gallo) e treni a cadenza oraria sulla relazione Herisau - San Gallo (linea S81 della rete celere di San Gallo).

## Servizi
Nella stazione sono presenti:
- Biglietteria a sportello
- Biglietteria automatica
- Sala d'attesa
- Deposito bagagli con personale
- Deposito bagagli automatico
- Ufficio oggetti smarriti
- Ufficio informazioni turistiche

Sono inoltre presenti un parcheggio di interscambio e, in fasce orarie prestabilite, servizi di cambio valuta, di spedizione di bagagli all'aeroporto di Zurigo, un punto Western Union e servizi di noleggio di biciclette ed automobili (car sharing).

## Interscambi
- Fermata autobus[13]